# Gegeneophis carnosus
Espèce
Synonymes
- Epicrium carnosum Beddome, 1870

Statut de conservation UICN

 DD  : Données insuffisantes
Gegeneophis carnosus est une espèce de gymnophiones de la famille des Indotyphlidae.

## Répartition
Cette espèce est endémique du Sud-Ouest de l'Inde. Elle se rencontre entre 800 et 1 525 m d'altitude :
- dans le district de Wynad dans l'État de Kerala ;
- dans les environs de Mercera dans l'État de Karnataka.

## Publication originale
- Beddome, 1870 : Descriptions of new reptiles from the Madras Presidency. Madras Monthly Journal of Medical Science, vol. 2, p. 169-176.